# Persone di nome Guido
| Questa pagina contiene informazioni ricavate automaticamente dalle voci biografiche con l'ausilio del template Bio e di un bot. L'aggiornamento è periodico e automatico e ricostruisce completamente la pagina. Se manca una persona in questa lista, sei pregato di non aggiungerla, ma accertati piuttosto che la sua voce biografica contenga il template Bio e che i dati anagrafici siano correttamente compilati. Se il template Bio manca, inseriscilo tu stesso o, in alternativa, metti l'avviso {{tmp\|Bio}} che ne segnala la mancanza. Se i dati riportati sono sbagliati, correggi direttamente la voce biografica; le modifiche saranno visibili in questa lista entro pochi giorni. Per chiarimenti vedi il progetto antroponimi. La lista contiene solo le 881 persone che sono citate nell'enciclopedia e per le quali è stato implementato correttamente il template Bio. Pagina aggiornata al 22 lug 2025. |

Questa è una lista di persone presenti nell'enciclopedia che hanno il nome Guido, suddivise per attività principale.

## Abati(1)
- Guido di Pomposa, abate italiano (Ravenna, n. 970 - Fidenza, † 1046)

## Alchimisti(1)
- Guido di Montanor, alchimista francese

## Allenatori di calcio(16)
- Guido Baccani, allenatore di calcio, dirigente sportivo e arbitro di calcio italiano (Roma, n. 1882 - Genova, † 1938)
- Guido Bistazzoni, allenatore di calcio e ex calciatore italiano (Monte Argentario, n. 1960)
- Guido Carboni, allenatore di calcio e ex calciatore italiano (Arezzo, n. 1963)
- Guido Di Deo, allenatore di calcio e ex calciatore italiano (Battipaglia, n. 1981)
- Guido Di Fabio, allenatore di calcio e ex calciatore italiano (Martinsicuro, n. 1965)
- Guido Dossena, allenatore di calcio e calciatore italiano (Ombriano, n. 1910 - Crema, † 1985)
- Guido Masetti, allenatore di calcio e calciatore italiano (Verona, n. 1907 - Roma, † 1993)
- Guido Moda, allenatore di calcio, arbitro di calcio e calciatore italiano (Piavon, n. 1885 - Bergamo, † 1957)
- Guido Pagliuca, allenatore di calcio e ex calciatore italiano (Cecina, n. 1976)
- Guido Pizarro, allenatore di calcio e ex calciatore argentino (Buenos Aires, n. 1990)
- Guido Rigotti, allenatore di calcio e calciatore italiano (Trieste, n. 1904 - Monfalcone, † 1990)
- Guido Roncarati, allenatore di calcio italiano (n. 1935)
- Guido Settembrino, allenatore di calcio italiano (Sora, n. 1945 - Brescia, † 2006)
- Guido Streichsbier, allenatore di calcio, dirigente sportivo e ex calciatore tedesco (Karlsruhe, n. 1969)
- Guido Tieghi, allenatore di calcio e calciatore italiano (Milano, n. 1925 - Vercelli, † 1973)
- Guido Vincenzi, allenatore di calcio e calciatore italiano (Quingentole, n. 1932 - Milano, † 1997)

## Allenatori di pallacanestro(2)
- Guido Graziani, allenatore di pallacanestro, allenatore di baseball e dirigente sportivo italiano (Roma, n. 1896 - Roma, † 1986)
- Guido Saibene, allenatore di pallacanestro italiano (Milano, n. 1960)

## Alpinisti(3)
- Guido Magnone, alpinista e scultore francese (Torino, n. 1917 - Clamart, † 2012)
- Guido Monzino, alpinista e esploratore italiano (Milano, n. 1928 - Milano, † 1988)
- Guido Rey, alpinista, scrittore e fotografo italiano (Torino, n. 1861 - Torino, † 1935)

## Ammiragli(7)
- Guido Almagià, ammiraglio italiano (Firenze, n. 1877 - Roma, † 1948)
- Guido Chelotti, ammiraglio italiano (Venezia, n. 1869 - Roma, † 1927)
- Giacinto Ferrero-Fieschi, ammiraglio, diplomatico e nobile italiano (Biella, n. 1693 - Madrid, † 1750)
- Guido Po, ammiraglio e scrittore italiano (Gragnano Trebbiense, n. 1878 - Roma, † 1961)
- Guido Scelsi, ammiraglio e aviatore italiano (Ferrara, n. 1874 - Roma, † 1954)
- Guido Segrè, ammiraglio italiano (Modena, n. 1871 - Roma, † 1954)
- Guido Venturoni, ammiraglio italiano (Teramo, n. 1934)

## Anglisti(2)
- Guido Almansi, anglista, scrittore e traduttore italiano (Milano, n. 1931 - Mendrisio, † 2001)
- Guido Ferrando, anglista, filosofo e teosofo italiano (Roma, n. 1883 - Santa Barbara, † 1969)

## Animatori(1)
- Guido Manuli, animatore, disegnatore e regista italiano (Cervia, n. 1939)

## Antropologi(2)
- Guido Boggiani, antropologo, fotografo e pittore italiano (Omegna, n. 1861 - dipartimento del Chaco, † 1901)
- Guido Landra, antropologo italiano (Roma, n. 1913 - Roma, † 1980)

## Arbitri di calcio(2)
- Guido Agnolin, arbitro di calcio italiano (Bassano del Grappa, n. 1912 - Bassano del Grappa, † 1993)
- Guido Winkmann, arbitro di calcio tedesco (Goch, n. 1973)

## Archeologi(4)
- Guido Calza, archeologo italiano (Milano, n. 1888 - Roma, † 1946)
- Guido Libertini, archeologo italiano (Palermo, n. 1888 - Roma, † 1953)
- Guido Achille Mansuelli, archeologo e storico dell'arte italiano (Monopoli, n. 1916 - Bologna, † 2001)
- Guido Sutermeister, archeologo e ingegnere svizzero (Intra, n. 1883 - Legnano, † 1964)

## Architetti(9)
- Guido Campodonico, architetto e urbanista italiano (Chiavari, n. 1934 - Chiavari, † 2023)
- Guido Canali, architetto italiano (Sala Baganza, n. 1935)
- Guido Canella, architetto italiano (Bucarest, n. 1931 - Milano, † 2009)
- Guido Cirilli, architetto italiano (Ancona, n. 1871 - Venezia, † 1954)
- Guido Ferrazza, architetto e urbanista italiano (Bocenago, n. 1887 - Cassano d'Adda, † 1961)
- Guido Fiorini, architetto e scenografo italiano (Bologna, n. 1891 - Parigi, † 1965)
- Guido Frette, architetto italiano (Viareggio, n. 1901 - Milano, † 1984)
- Guido Fuga, architetto e fumettista italiano (Venezia, n. 1947)
- Guido Zucconi, architetto e storico dell'architettura italiano (Modena, n. 1950)

## Archivisti(2)
- Guido Colombo, archivista italiano (Milano, n. 1859 - Milano, † 1920)
- Guido Manganelli, archivista italiano (Palermo, n. 1888 - Milano, † 1961)

## Arcivescovi(1)
- Guido Sette, arcivescovo italiano (n. 1304 - † 1367)

## Arcivescovi cattolici(7)
- Guido Luigi Bentivoglio, arcivescovo cattolico italiano (Viterbo, n. 1899 - Catania, † 1978)
- Guido Cattaneo, arcivescovo cattolico italiano († 1339)
- Guido Maria Conforti, arcivescovo cattolico italiano (Casalora di Ravadese, n. 1865 - Parma, † 1931)
- Guido da Velate, arcivescovo cattolico italiano (Velate - Bergoglio, † 1071)
- Guido de' Medici, arcivescovo cattolico italiano (Roma, † 1537)
- Guido Pozzo, arcivescovo cattolico italiano (Trieste, n. 1951)
- Guido Tonetti, arcivescovo cattolico italiano (Trecate, n. 1903 - Cuneo, † 1971)

## Artigiani(1)
- Guido Morganti, artigiano italiano (Mondaino, n. 1893 - Cattolica, † 1957)

## Artisti(2)
- Guido Gialdini, artista tedesco (Halle, n. 1880 - Auschwitz, † 1943)
- Guido Strazza, artista italiano (Santa Fiora, n. 1922)

## Astrologi(1)
- Guido Bonatti, astrologo, astronomo e matematico italiano (Forlì)

## Astronomi(2)
- Guido Horn D'Arturo, astronomo italiano (Trieste, n. 1879 - Bologna, † 1967)
- Guido Pizarro, astronomo cileno

## Attori(23)
- Guido Alberti, attore italiano (Benevento, n. 1909 - Roma, † 1996)
- Guido Barbarisi, attore e regista italiano (Roma, n. 1889 - Roma, † 1960)
- Guido Caprino, attore e ex modello italiano (Taormina, n. 1973)
- Guido Celano, attore e regista italiano (Francavilla al Mare, n. 1904 - Roma, † 1988)
- Guido Cerniglia, attore e doppiatore italiano (Palermo, n. 1939 - Roma, † 2020)
- Guido De Salvi, attore e doppiatore italiano († 2002)
- Guido Gorgatti, attore italiano (Crespino, n. 1919 - Buenos Aires, † 2023)
- Guido Kaczka, attore e conduttore televisivo argentino (Buenos Aires, n. 1978)
- Guido Lazzarini, attore italiano (Milano, n. 1912 - Genova, † 1991)
- Guido Leontini, attore italiano (Catania, n. 1927 - Catania, † 1996)
- Guido Lollobrigida, attore italiano (Roma, n. 1929 - Roma, † 2013)
- Guido Mannari, attore italiano (Castiglioncello, n. 1944 - Castiglioncello, † 1988)
- Guido Martufi, attore italiano (Roma, n. 1940 - Roma, † 2018)
- Guido Messina, attore e cantante argentino (Buenos Aires, n. 1995)
- Guido Morisi, attore italiano (Bologna, n. 1903 - Roma, † 1951)
- Guido Nicheli, attore e comico italiano (Bergamo, n. 1934 - Desenzano del Garda, † 2007)
- Guido Parisch, attore, sceneggiatore e regista italiano (Roma, n. 1891 - † 1968)
- Guido Petrungaro, attore e regista italiano (Cosenza)
- Guido Riccioli, attore italiano (Firenze, n. 1883 - Roma, † 1958)
- Guido Ruffa, attore italiano (Torino, n. 1956)
- Guido Sagliocca, attore e doppiatore italiano (Calvi, n. 1947)
- Guido Spadea, attore italiano (Milano, n. 1921 - Genova, † 2013)
- Guido Trento, attore italiano (Roma, n. 1892 - San Francisco, † 1957)

## Autori televisivi(1)
- Guido Stagnaro, autore televisivo, sceneggiatore e scrittore italiano (Sestri Levante, n. 1925 - Milano, † 2021)

## Aviatori(4)
- Guido Carestiato, aviatore e militare italiano (Favaro Veneto, n. 1911 - Varese, † 1980)
- Guido Guidi, aviatore e ingegnere italiano (Torino, n. 1891 - Roma, † 1983)
- Guido Keller, aviatore italiano (Milano, n. 1892 - Otricoli, † 1929)
- Guido Zannetti, aviatore e militare italiano (Civitella di Romagna, n. 1912 - Barcellona, † 1938)

## Avvocati(9)
- Guido Astuti, avvocato e giurista italiano (Torino, n. 1910 - Roma, † 1980)
- Guido Basile, avvocato e politico italiano (Messina, n. 1893 - † 1984)
- Guido Vittoriano Basile, avvocato italiano (Palermo, n. 1893 - Mauthausen, † 1944)
- Guido Bisori, avvocato e politico italiano (Prato, n. 1902 - Prato, † 1983)
- Guido Bortolotto, avvocato italiano (Vicenza, n. 1879 - † 1942)
- Guido Calvi, avvocato e politico italiano (Pescara, n. 1940)
- Guido Cortese, avvocato e politico italiano (Napoli, n. 1908 - Cortina d'Ampezzo, † 1964)
- Guido Fubini, avvocato e giurista italiano (Torino, n. 1924 - Torino, † 2010)
- Guido Pesenti, avvocato, sindacalista e politico italiano (Milano, n. 1884 - Milano, † 1962)

## Banchieri(1)
- Guido Jarach, banchiere e dirigente d'azienda italiano (Milano, n. 1905 - † 1991)

## Bassi(1)
- Guido Cacialli, basso italiano (Firenze, n. 1874 - Kensington, Sidney, † 1932)

## Bassisti(1)
- Guido Guglielminetti, bassista e compositore italiano (Torino, n. 1952)

## Bibliotecari(1)
- Guido Biagi, bibliotecario, scrittore e storico italiano (Firenze, n. 1855 - Firenze, † 1925)

## Biologi(1)
- Guido Tosi, biologo, zoologo e divulgatore scientifico italiano (Busto Arsizio, n. 1949 - Formazza, † 2011)

## Bobbisti(3)
- Guido Acklin, ex bobbista svizzero (n. 1969)
- Guido Casty, ex bobbista svizzero
- Guido Gillarduzzi, bobbista italiano (Cortina d'Ampezzo, n. 1907 - Cortina d'Ampezzo, † 1986)

## Canottieri(3)
- Guido Alessandro Bonnet, canottiere italiano
- Guido De Filip, canottiere italiano (Venezia, n. 1904 - Venezia, † 1968)
- Guido Santin, canottiere italiano (Cavallino-Treporti, n. 1911 - Ca' Savio, † 2008)

## Cantanti(2)
- Guidone, cantante e numismatico italiano (Brescia, n. 1938 - Milano, † 2023)
- Guido Renzi, cantante e scrittore italiano (Orvieto, n. 1939)

## Cantautori(2)
- Guido De Angelis, cantautore, compositore e arrangiatore italiano (Rocca di Papa, n. 1944)
- Ugolino, cantautore italiano (Paola, n. 1940)

## Cardinali(12)
- Guido Bellagi, cardinale italiano (Firenze - Roma, † 1158)
- Guido Bentivoglio, cardinale, arcivescovo cattolico e storico italiano (Ferrara, n. 1579 - Roma, † 1644)
- Guido Calcagnini, cardinale e arcivescovo cattolico italiano (Ferrara, n. 1725 - Osimo, † 1807)
- Pasquale III, cardinale italiano (Crema - Roma, † 1168)
- Guido Del Mestri, cardinale e arcivescovo cattolico italiano (Banja Luka, n. 1911 - Norimberga, † 1993)
- Guido Luca Ferrero, cardinale italiano (Torino, n. 1537 - Roma, † 1585)
- Guido Moricotti, cardinale italiano (Pisa - Roma)
- Guido Papareschi, cardinale, vescovo cattolico e diplomatico italiano (Roma - Roma, † 1221)
- Guido Pepoli, cardinale italiano (Bologna, n. 1560 - Roma, † 1599)
- Guido Pierleone, cardinale e vescovo cattolico italiano (Roma - Roma, † 1228)
- Guido Ascanio Sforza di Santa Fiora, cardinale e patriarca cattolico italiano (Roma, n. 1518 - Villa Canedo, † 1564)
- Guido da Vico, cardinale italiano (Caprona - Roma, † 1150)

## Ceramisti(3)
- Guido Andreis, ceramista italiano (Urbania)
- Guido Fontana, ceramista italiano (Urbania, n. 1490 - Urbino, † 1576)
- Guido Gambone, ceramista italiano (Montella, n. 1909 - Firenze, † 1969)

## Cestisti(7)
- Guido Brocca, cestista e allenatore di pallacanestro italiano (Milano, n. 1900)
- Guido Curtarello, ex cestista italiano (Gavirate, n. 1967)
- Guido Garlato, cestista italiano (Venezia, n. 1923)
- Guido Carlo Gatti, cestista italiano (Gubbio, n. 1938 - Varese, † 2024)
- Guido Grünheid, ex cestista tedesco (Jena, n. 1982)
- Guido Mosquera, ex cestista e allenatore di pallacanestro colombiano (Quibdó, n. 1957)
- Guido Rosselli, cestista italiano (Empoli, n. 1983)

## Chimici(4)
- Guido Bargellini, chimico italiano (Roccastrada, n. 1879 - Roma, † 1963)
- Guido Bodländer, chimico tedesco (Breslavia, n. 1855 - Braunschweig, † 1904)
- Guido Goldschmiedt, chimico austriaco (Trieste, n. 1850 - Gainfarn, † 1915)
- Guido Pellizzari, chimico italiano (Firenze, n. 1858 - Firenze, † 1938)

## Chirurghi(1)
- Guido Guglielmi, chirurgo italiano (Roma, n. 1948)

## Chitarristi(1)
- Guido Di Leone, chitarrista italiano (Bari, n. 1964)

## Ciclisti(1)
- Guido Costa, ciclista e dirigente sportivo italiano (Tunisi, n. 1913 - Roma, † 1999)

## Ciclisti su strada(13)
- Guido Anzile, ciclista su strada italiano (Pocenia, n. 1928 - Metz, † 2022)
- Guido Boni, ciclista su strada italiano (Gattaia  - Vicchio, n. 1933 - Firenze, † 2014)
- Guido Carlesi, ciclista su strada italiano (Collesalvetti, n. 1936 - Pisa, † 2024)
- Guido De Rosso, ex ciclista su strada italiano (Farra di Soligo, n. 1940)
- Guido De Santi, ciclista su strada italiano (Trieste, n. 1923 - Trieste, † 1998)
- Guido Frisoni, ex ciclista su strada sammarinese (San Marino, n. 1970)
- Guido Lelli, ciclista su strada italiano (Monteveglio, n. 1921 - Bologna, † 1986)
- Guido Messeri, ciclista su strada italiano (Galluzzo, n. 1898 - Firenze, † 1972)
- Guido Neri, ex ciclista su strada italiano (Cesena, n. 1939)
- Guido Reybrouck, ex ciclista su strada belga (Bruges, n. 1941)
- Guido Trenti, ex ciclista su strada italiano (Milano, n. 1972)
- Guido Trentin, ex ciclista su strada italiano (Grandate, n. 1975)
- Guido Winterberg, ex ciclista su strada svizzero (Sursee, n. 1962)

## Clarinettisti(1)
- Guido Arbonelli, clarinettista e compositore italiano (Perugia, n. 1962)

## Comici(1)
- Fratelli De Rege, comico e attore italiano (Casagiove, n. 1891 - Milano, † 1945)

## Compositori(10)
- Guido Albanese, compositore italiano (Ortona, n. 1893 - Roma, † 1966)
- Guido Alberto Fano, compositore, direttore d'orchestra e pianista italiano (Padova, n. 1875 - Tauriano, † 1961)
- Guido Farina, compositore italiano (Pavia, n. 1903 - † 1999)
- Guido Guerrini, compositore italiano (Faenza, n. 1890 - Roma, † 1965)
- Guido Maffiotti, compositore, clavicembalista e organista italiano (Camburzano, n. 1895 - Camburzano, † 1969)
- Guido Messore, compositore, organista e direttore di coro italiano (Sant'Ambrogio sul Garigliano, n. 1934)
- Guido Pannain, compositore e musicologo italiano (Napoli, n. 1891 - Napoli, † 1977)
- Guido Spagnoli, compositore italiano (Imola, n. 1896 - Bologna, † 1963)
- Guido Tacchinardi, compositore e teorico musicale italiano (Firenze, n. 1840 - Firenze, † 1917)
- Guido Turchi, compositore e critico musicale italiano (Roma, n. 1916 - Venezia, † 2010)

## Compositori di scacchi(1)
- Guido Cristoffanini, compositore di scacchi italiano (Genova, n. 1908 - † 1980)

## Condottieri(12)
- Guido Brandolini, condottiero italiano (n. 1452 - Lovadina, † 1503)
- Guido Guerra di Dovadola, condottiero e politico italiano (Montevarchi, † 1272)
- Guido Novello Guidi, condottiero e politico italiano (n. 1227 - Arezzo, † 1293)
- Guido da Polenta, condottiero italiano (Ravenna - Ravenna, † 1310)
- Guido Gonzaga, condottiero italiano (Mantova, n. 1290 - Mantova, † 1369)
- Guido II da Montefeltro, condottiero e politico italiano
- Guido Naldi, condottiero italiano (Brisighella - † 1535)
- Guido II Rangoni, condottiero italiano (n. 1485 - Venezia, † 1539)
- Guido I Rangoni, condottiero italiano (forse Modena - Spilamberto, † 1467)
- Guido de' Rossi, condottiero italiano (San Secondo Parmense - Venezia, † 1490)
- Guido della Torre, condottiero e sovrano italiano (n. 1259 - Cremona, † 1312)
- Guido d'Asciano, condottiero italiano (Asciano)

## Conduttori radiofonici(1)
- Guido Notari, conduttore radiofonico e attore italiano (Asti, n. 1893 - Roma, † 1957)

## Conduttori televisivi(1)
- Guido Oddo, conduttore televisivo, telecronista sportivo e giornalista italiano (Torino, n. 1920 - Milano, † 2006)

## Critici cinematografici(1)
- Guido Aristarco, critico cinematografico e sceneggiatore italiano (Fossacesia, n. 1918 - Roma, † 1996)

## Critici d'arte(1)
- Guido Ballo, critico d'arte e direttore artistico italiano (Adrano, n. 1914 - Milano, † 2010)

## Critici letterari(6)
- Guido Baldi, critico letterario italiano (Torino, n. 1942)
- Guido Davico Bonino, critico letterario, critico teatrale e saggista italiano (Torino, n. 1938)
- Guido Fink, critico letterario, critico cinematografico e critico teatrale italiano (Gorizia, n. 1935 - Firenze, † 2019)
- Guido Guglielmi, critico letterario e italianista italiano (Rimini, n. 1930 - Bologna, † 2002)
- Guido Saba, critico letterario italiano (Visinada, n. 1921 - Roma, † 2013)
- Guido Santato, critico letterario italiano (Rovigo, n. 1946)

## Danzatori(1)
- Guido Lauri, danzatore e coreografo italiano (Roma, n. 1922 - Roma, † 2019)

## Designer(1)
- Guido Andloviz, designer, ceramista e architetto italiano (Trieste, n. 1900 - Grado, † 1971)

## Diplomatici(3)
- Guido Brunner, diplomatico e politico tedesco (Madrid, n. 1930 - Madrid, † 1997)
- Guido Colonna di Paliano, diplomatico italiano (Napoli, n. 1908 - Napoli, † 1982)
- Guido Vitale, diplomatico, linguista e sinologo italiano (Torre Annunziata, n. 1872 - Napoli, † 1918)

## Direttori d'orchestra(1)
- Guido Cantelli, direttore d'orchestra italiano (Novara, n. 1920 - Orly, † 1956)

## Direttori della fotografia(1)
- Guido Seeber, direttore della fotografia e regista tedesco (Chemnitz, n. 1879 - Berlino, † 1940)

## Dirigenti d'azienda(2)
- Guido Maria Brera, dirigente d'azienda e scrittore italiano (Roma, n. 1969)
- Guido Podestà, dirigente d'azienda, dirigente sportivo e politico italiano (Milano, n. 1947)

## Dirigenti pubblici(1)
- Guido Carli, dirigente pubblico, economista e politico italiano (Brescia, n. 1914 - Spoleto, † 1993)

## Dirigenti sportivi(8)
- Guido Angelozzi, dirigente sportivo e ex calciatore italiano (Catania, n. 1955)
- Guido Bontempi, dirigente sportivo, ex ciclista su strada e pistard italiano (Gussago, n. 1960)
- Guido Magherini, dirigente sportivo e ex calciatore italiano (Firenze, n. 1951)
- Guido Meini, dirigente sportivo e ex cestista italiano (Pescia, n. 1979)
- Guido Sanguineti, dirigente sportivo e imprenditore italiano (Valparaíso - Chiavari, † 1958)
- Guido Ugolotti, dirigente sportivo, allenatore di calcio e ex calciatore italiano (Massa, n. 1958)
- Guido Van Calster, dirigente sportivo, ex ciclista su strada e ciclocrossista belga (Scherpenheuvel, n. 1956)
- Guido Vivarelli, dirigente sportivo, allenatore di calcio e ex calciatore italiano (Domodossola, n. 1942)

## Disegnatori(2)
- Guido De Maria, disegnatore, pubblicitario e autore televisivo italiano (Lama Mocogno, n. 1932)
- Guido Guidi, disegnatore e illustratore italiano

## Doppiatori(2)
- Guido Cavalleri, doppiatore, autore televisivo e conduttore televisivo italiano (Bergamo, n. 1963)
- Guido Di Naccio, doppiatore e direttore del doppiaggio italiano (Dielsdorf, n. 1971)

## Drammaturghi(2)
- Guido Bertini, commediografo, poeta e pittore italiano (Milano, n. 1872 - Luvinate, † 1938)
- Guido Cantini, commediografo e scrittore italiano (Livorno, n. 1889 - Roma, † 1945)

## Economisti(8)
- Guido Ascari, economista italiano (Modena, n. 1969)
- Guido Fabiani, economista italiano (Napoli, n. 1939)
- Guido W. Imbens, economista statunitense (Geldrop, n. 1963)
- Guido Mantega, economista e politico italiano (Genova, n. 1949)
- Guido Maria Rey, economista italiano (Bologna, n. 1936)
- Guido Stazi, economista e funzionario italiano (Roma, n. 1957)
- Guido Tabellini, economista italiano (Torino, n. 1956)
- Guido Roberto Vitale, economista italiano (Vercelli, n. 1937 - Milano, † 2019)

## Editori(1)
- Guido D'Anna, editore italiano (Messina, n. 1930 - Firenze, † 2004)

## Enigmisti(1)
- Guido Iazzetta, enigmista italiano (Napoli, n. 1952)

## Entomologi(1)
- Guido Grandi, entomologo italiano (Vigevano, n. 1886 - Bologna, † 1970)

## Esoteristi(1)
- Guido De Giorgio, esoterista e scrittore italiano (San Lupo, n. 1890 - Mondovì, † 1957)

## Fantini(2)
- Guido Sampieri, fantino italiano (Lucignano d'Arbia, n. 1883 - Siena, † 1925)
- Guido Tomassucci, fantino italiano (Trevignano Romano, n. 1968)

## Filologi(2)
- Guido Martellotti, filologo italiano (Roma, n. 1905 - Roma, † 1979)
- Guido Paduano, filologo classico e grecista italiano (Venezia, n. 1944)

## Filosofi(4)
- Guido Calogero, filosofo, saggista e politico italiano (Roma, n. 1904 - Roma, † 1986)
- Guido Morpurgo-Tagliabue, filosofo e critico letterario italiano (Milano, n. 1907 - Milano, † 1997)
- Guido Davide Neri, filosofo italiano (Milano, n. 1935 - † 2001)
- Guido Postumo Silvestri, filosofo, poeta e medico italiano (Pesaro, n. 1479 - Capranica, † 1521)

## Fisarmonicisti(1)
- Guido Deiro, fisarmonicista, compositore e cantante italiano (Salto Canavese, n. 1886 - † 1950)

## Fisici(4)
- Guido Altarelli, fisico italiano (Roma, n. 1941 - Ginevra, † 2015)
- Guido Tagliaferri, fisico italiano (Roma, n. 1920 - Milano, † 2000)
- Guido Tonelli, fisico, divulgatore scientifico e saggista italiano (Casola in Lunigiana, n. 1950)
- Guido Visconti, fisico italiano (L'Aquila, n. 1943)

## Fotografi(4)
- Guido Calvi, fotografo italiano (Parma, n. 1827 - San Martino Sinzano, † 1906)
- Guido Guidi, fotografo italiano (Cesena, n. 1941)
- Guido Harari, fotografo e critico musicale italiano (Il Cairo, n. 1952)
- Guido Vanzetti, fotografo e regista italiano (Milano, n. 1938 - Trevignano Romano, † 1994)

## Fumettisti(8)
- Guido Buzzelli, fumettista, illustratore e pittore italiano (Roma, n. 1927 - Roma, † 1992)
- Guido Crepax, fumettista italiano (Milano, n. 1933 - Milano, † 2003)
- Guido Fantoni, fumettista italiano (n. 1892 - † 1957)
- Guido Martina, fumettista, drammaturgo e regista italiano (Carmagnola, n. 1906 - Roma, † 1991)
- Guido Masala, fumettista e pubblicitario italiano (Cagliari, n. 1973)
- Guido Scala, fumettista italiano (Torino, n. 1936 - Chiavari, † 2001)
- Silver, fumettista italiano (Carpi, n. 1952)
- Guido Zamperoni, fumettista italiano (Milano, n. 1912 - Milano, † 2003)

## Funzionari(2)
- Guido Bertolaso, funzionario e medico italiano (Roma, n. 1950)
- Guido Solitro, funzionario e storico italiano (Portogruaro, n. 1883 - Salò, † 1944)

## Generali(13)
- Guido Amoretti, generale italiano (Torino, n. 1920 - Torino, † 2008)
- Guido Bellini, generale italiano (Monteroni di Lecce, n. 1939 - Lecce, † 2023)
- Guido Della Bona, generale italiano (Cremona, n. 1887 - Cremona, † 1979)
- Guido II Guidi di Bagno, generale e diplomatico italiano (Mantova)
- Guido Guerra III Guidi, generale e politico italiano († 1213)
- Guido Guerra IV Guidi, generale e politico italiano (n. 1196)
- Guido Guidotti, generale e politico italiano (Firenze, n. 1871 - Firenze, † 1949)
- Guido Lami, generale italiano (Livorno, n. 1888 - Mar Mediterraneo, † 1941)
- Guido da Landriano, generale e politico italiano
- Guido Liuzzi, generale italiano (Reggio Emilia, n. 1866 - Torino, † 1942)
- Guido Novak von Arienti, generale austriaco (Milano, n. 1859 - Vienna, † 1928)
- Guido von Starhemberg, generale austriaco (Graz, n. 1657 - Vienna, † 1737)
- Guido Vedovato, generale italiano (Cerreto Guidi, n. 1906 - † 2001)

## Genetisti(2)
- Guido Barbujani, genetista e scrittore italiano (Adria, n. 1955)
- Guido Pontecorvo, genetista italiano (Pisa, n. 1907 - Pisa, † 1999)

## Geografi(2)
- Guido Cora, geografo e cartografo italiano (Torino, n. 1851 - † 1917)
- Guido da Pisa, geografo italiano (Pisa)

## Geologi(2)
- Guido Bonarelli, geologo, paleontologo e antropologo italiano (Ancona, n. 1871 - Roma, † 1951)
- Guido Stache, geologo e paleontologo austriaco (Namysłów, n. 1833 - Vienna, † 1921)

## Germanisti(1)
- Guido Manacorda, germanista e traduttore italiano (Acqui Terme, n. 1879 - Firenze, † 1965)

## Ginnasti(3)
- Guido Boni, ginnasta italiano (Vicchio, n. 1894 - Gattaia, † 1956)
- Guido Figone, ginnasta italiano (Chiavari, n. 1927 - Sestri Levante, † 1998)
- Guido Romano, ginnasta italiano (Modena, n. 1887 - Altopiano dei Sette Comuni, † 1916)

## Giocatori di calcio a 5(1)
- Guido Mosenson, giocatore di calcio a 5 argentino (Buenos Aires, n. 1989)

## Giocatori di curling(1)
- Guido Fassina, giocatore di curling italiano (San Donà di Piave, n. 1991)

## Giornalisti(20)
- Guido Bagatta, giornalista, conduttore televisivo e conduttore radiofonico italiano (Milano, n. 1960)
- Guido Barendson, giornalista e conduttore televisivo italiano (Milano, n. 1951)
- Guido Baroni, giornalista e politico italiano (Firenze, n. 1904 - Roma, † 1988)
- Guido Bolaffi, giornalista, sociologo e funzionario italiano (Roma, n. 1946 - Roma, † 2024)
- Guido Columba, giornalista e sindacalista italiano (Bolzano, n. 1946 - Roma, † 2018)
- Guido De Angelis, giornalista, conduttore radiofonico e conduttore televisivo italiano (Roma, n. 1958)
- Guido Dell'Aquila, giornalista e autore televisivo italiano (Roma, n. 1951)
- Guido Gatti, giornalista, critico musicale e musicologo italiano (Chieti, n. 1892 - Grottaferrata, † 1973)
- Guido Gentili, giornalista e scrittore italiano (Roma, n. 1954)
- Guido Giannettini, giornalista, agente segreto e attivista italiano (Taranto, n. 1930 - Roma, † 2003)
- Guido Gonella, giornalista e politico italiano (Verona, n. 1905 - Nettuno, † 1982)
- Guido Laj, giornalista e politico italiano (Messina, n. 1880 - Roma, † 1948)
- Guido Meda, giornalista, conduttore televisivo e telecronista sportivo italiano (Milano, n. 1966)
- Guido Olimpio, giornalista e scrittore italiano (n. 1957)
- Guido Puccio, giornalista, anglista e scrittore italiano (Catanzaro, n. 1894 - Catanzaro, † 1980)
- Guido Rampoldi, giornalista e scrittore italiano (Roma, n. 1952)
- Guido Rubino, giornalista, fotografo e scrittore italiano (Roma, n. 1968)
- Guido Schittone, giornalista e telecronista sportivo italiano (Parma, n. 1955)
- Guido Seborga, giornalista, poeta e pittore italiano (Torino, n. 1909 - Torino, † 1990)
- Guido Vergani, giornalista e scrittore italiano (Milano, n. 1935 - Milano, † 2005)

## Giuristi(11)
- Guido Calabresi, giurista italiano (Milano, n. 1932)
- Guido Capozzi, giurista e magistrato italiano (Napoli, n. 1918 - Napoli, † 2014)
- Guido Fassò, giurista e filosofo italiano (Bologna, n. 1915 - Bologna, † 1974)
- Guido Neppi Modona, giurista italiano (Torino, n. 1938)
- Guido Nolfi, giurista e mecenate italiano (Fano, n. 1587 - Roma, † 1627)
- Guido Panciroli, giurista e antiquario italiano (Reggio Emilia, n. 1523 - Padova, † 1599)
- Guido Rossi, giurista, avvocato e politico italiano (Milano, n. 1931 - Milano, † 2017)
- Guido Scorza, giurista italiano (Roma, n. 1973)
- Guido Zangari, giurista italiano (Roma, n. 1932 - Roma, † 2008)
- Guido Zanobini, giurista italiano (Pisa, n. 1890 - Fregene, † 1964)
- Guido da Suzzara, giurista e avvocato italiano (Suzzara, n. 1225 - Bologna, † 1292)

## Glottologi(1)
- Guido Michelini, glottologo e linguista italiano (Parma, n. 1951 - Parma, † 2020)

## Golfisti(1)
- Guido Migliozzi, golfista italiano (Vicenza, n. 1997)

## Graffiti writer(1)
- 108, writer italiano (Alessandria, n. 1978)

## Hockeisti su ghiaccio(1)
- Guido Tessari, hockeista su ghiaccio e allenatore di hockey su ghiaccio italiano (Asiago, n. 1957 - Asiago, † 2011)

## Illustratori(2)
- Guido Moroni Celsi, illustratore e fumettista italiano (Roma, n. 1885 - Napoli, † 1962)
- Guido Scarabottolo, illustratore e grafico italiano (Sesto San Giovanni, n. 1947)

## Imprenditori(9)
- Guido Accornero, imprenditore italiano (Torino, n. 1931)
- Guido Artom, imprenditore e politico italiano (Milano, n. 1931 - Milano, † 2017)
- Guido Barilla, imprenditore e dirigente d'azienda italiano (Parma, n. 1958)
- Guido Borghi, imprenditore italiano (Milano, n. 1883 - Comerio, † 1957)
- Guido Borghi, imprenditore e dirigente sportivo italiano (Varese, n. 1945)
- Guido Corni, imprenditore italiano (Stradella, n. 1883 - Genova, † 1946)
- Guido Jung, imprenditore e politico italiano (Palermo, n. 1876 - Palermo, † 1949)
- Guido Ravasi, imprenditore italiano (Milano, n. 1877 - Como, † 1946)
- Guido Segre, imprenditore e funzionario italiano (Torino, n. 1881 - Roma, † 1945)

## Informatici(1)
- Guido van Rossum, informatico olandese (Amsterdam, n. 1956)

## Ingegneri(17)
- Guido Albertelli, ingegnere, progettista e politico italiano (Parma, n. 1867 - Roma, † 1938)
- Guido Chiarelli, ingegnere italiano (Caltanissetta, n. 1902 - Torino, † 1982)
- Guido Corbellini, ingegnere e politico italiano (Ancona, n. 1890 - Roma, † 1976)
- Guido Donegani, ingegnere, imprenditore e politico italiano (Livorno, n. 1877 - Bordighera, † 1947)
- Guido Ferro, ingegnere italiano (Este, n. 1898 - Padova, † 1976)
- Guido Gay, ingegnere, inventore e imprenditore italiano (Pinerolo, n. 1939)
- Guido Guerra, ingegnere italiano (Napoli, n. 1920 - Napoli, † 2011)
- Guido Jacobacci, ingegnere italiano (Modena, n. 1864 - Andalgalá, † 1922)
- Guido Lambertini, ingegnere italiano (Bologna, n. 1899 - † 1982)
- Guido Possa, ingegnere, dirigente d'azienda e politico italiano (Milano, n. 1937)
- Guido Sagramoso, ingegnere, dirigente d'azienda e politico italiano (Negrar, n. 1875 - Milano, † 1945)
- Guido Saracco, ingegnere italiano (Torino, n. 1965)
- Guido Semenza, ingegnere italiano (Londra, n. 1868 - Milano, † 1929)
- Guido Costante Sullam, ingegnere e architetto italiano (Venezia, n. 1873 - Venezia, † 1949)
- Guido Toglietta, ingegnere italiano
- Guido Ucelli, ingegnere, dirigente d'azienda e mecenate italiano (Piacenza, n. 1885 - Milano, † 1964)
- Guido Zucchini, ingegnere e storico dell'arte italiano (Bologna, n. 1882 - Bologna, † 1957)

## Insegnanti(1)
- Guido Marazzi, docente e giornalista svizzero (Locarno, n. 1928 - Muralto, † 2012)

## Intagliatori(1)
- Guido Daurù, intagliatore italiano (Ortisei, n. 1926 - † 2010)

## Inventori(1)
- Guido Fassi, inventore e artista italiano (Carpi, n. 1584 - Carpi, † 1649)

## Librettisti(1)
- Guido Menasci, librettista, letterato e giornalista italiano (Livorno, n. 1867 - Livorno, † 1925)

## Linguisti(1)
- Guido Mensching, linguista tedesco (n. 1963)

## Liutai(1)
- Guido Leoni, liutaio italiano (Genova, n. 1902 - San Benedetto del Tronto, † 1978)

## Lottatori(1)
- Guido Fantoni, lottatore italiano (Bologna, n. 1919 - Bologna, † 1974)

## Magistrati(5)
- Guido Cristini, giudice, politico e faccendiere italiano (Guardiagrele, n. 1895 - Chieti, † 1979)
- Guido Galli, magistrato italiano (Bergamo, n. 1932 - Milano, † 1980)
- Guido Raimondi, ex magistrato italiano (Napoli, n. 1953)
- Guido Salvini, ex magistrato italiano (Milano, n. 1953)
- Guido Zavanone, magistrato, scrittore e poeta italiano (Asti, n. 1927 - Genova, † 2019)

## Matematici(9)
- Guido Ascoli, matematico italiano (Livorno, n. 1887 - Torino, † 1957)
- Guido Castelnuovo, matematico e statistico italiano (Venezia, n. 1865 - Roma, † 1952)
- Guido De Philippis, matematico italiano (Fiesole, n. 1985)
- Guido Fubini, matematico italiano (Venezia, n. 1879 - New York, † 1943)
- Guido Stampacchia, matematico italiano (Napoli, n. 1922 - Parigi, † 1978)
- Guido Toja, matematico italiano (Firenze, n. 1870 - Roma, † 1933)
- Guido Torrigiani, matematico e politico italiano (Porto Santo Stefano, n. 1920 - Pisa, † 2000)
- Guido Trombetti, matematico e politico italiano (Napoli, n. 1949)
- Guido Zappa, matematico italiano (Napoli, n. 1915 - Firenze, † 2015)

## Mecenati(1)
- Guido Chigi-Saracini, mecenate e compositore italiano (Masse di Siena, n. 1880 - Siena, † 1965)

## Medaglisti(1)
- Guido Veroi, medaglista e scultore italiano (Roma, n. 1926 - Roma, † 2013)

## Medici(8)
- Guido Baccelli, medico e politico italiano (Roma, n. 1830 - Roma, † 1916)
- Guido Bergamo, medico, politico e antifascista italiano (Montebelluna, n. 1893 - Roma, † 1953)
- Guido Giuliante, medico, poeta e politico italiano (Pennapiedimonte, n. 1912 - Civitella Messer Raimondo, † 1976)
- Guido Guidi, medico italiano (Firenze, n. 1509 - Pisa, † 1569)
- Guido da Vigevano, medico e inventore italiano (Pavia - Parigi)
- Guido Rasi, medico italiano (Padova, n. 1954)
- Guido Pagani, medico e alpinista italiano (Piacenza, n. 1917 - † 1988)
- Guido de Probizer, medico italiano (Rovereto, n. 1849 - Rovereto, † 1929)

## Meteorologi(2)
- Guido Caroselli, meteorologo, giornalista e conduttore televisivo italiano (Roma, n. 1946)
- Guido Guidi, meteorologo e militare italiano (Marino, n. 1968)

## Mezzofondisti(2)
- Guido Calvi, mezzofondista italiano (Bergamo, n. 1893 - Bergamo, † 1958)
- Guido Cominotto, mezzofondista e velocista italiano (Mestre, n. 1901 - † 1967)

## Militari(37)
- Guido Agosti, militare italiano (Dello, n. 1893 - Quota 158 di Deresowka, † 1942)
- Guido Alessi, militare italiano (Roma, n. 1890 - Nervesa della Battaglia, † 1918)
- Guido Alberto Alfieri, ufficiale italiano (Brescia, n. 1904 - Voghera, † 1944)
- Guido Biscaretti di Ruffia, militare e politico italiano (Torino, n. 1867 - Roma, † 1946)
- Guido Bobba, militare e aviatore italiano (Cigliano, n. 1914 - Sollum, † 1940)
- Guido Brunner, militare italiano (Trieste, n. 1893 - Monte Fior, † 1916)
- Guido Cassanelli, militare italiano (Modena, n. 1921 - Nowo Petropawlowka, † 1941)
- Guido Cencetti, ufficiale italiano (Roma, n. 1913 - Don, † 1942)
- Guido Corsi, militare italiano (Trieste, n. 1887 - Monte Valderoa, † 1917)
- Guido Cucci, militare italiano (Nocera Inferiore, n. 1907 - Ebennat - Valle Ambò, † 1939)
- Guido Fibbia, militare e aviatore italiano (Treviso, n. 1917 - Treviso, † 1988)
- Guido Focacci, militare, aviatore e partigiano italiano (Impruneta, n. 1914 - Roma, † 2013)
- Guido da Montefeltro, militare, politico e religioso italiano (San Leo - Ancona, † 1298)
- Guido Iannello, militare e aviatore italiano (Santa Margherita, n. 1893 - Messina, † 1931)
- Guido Jurgens, ufficiale e carabiniere italiano (Napoli, n. 1893 - Roma, † 1963)
- Guido Maifreni, militare italiano (Volterra, n. 1894 - Melette, † 1917)
- Guido Manzo, militare italiano (Duronia, n. 1915 - Brlenic Cresanic, † 1943)
- Guido Masiero, ufficiale e aviatore italiano (Padova, n. 1895 - Cinisello Balsamo, † 1942)
- Guido Matthey, militare italiano (Torino, n. 1913 - Santa Coloma, † 1939)
- Guido Menzinger, militare italiano (Napoli, n. 1867 - Val d'Assa, † 1916)
- Guido Miotto, militare italiano (Thiene, n. 1909 - Volks, † 1943)
- Guido Nardini, militare e aviatore italiano (Firenze, n. 1881 - Ciampino, † 1928)
- Guido Negri, ufficiale italiano (Este, n. 1888 - Monte Colombara, † 1916)
- Guido Nobili, ufficiale e aviatore italiano (Torino, n. 1908 - Augusta, † 1943)
- Guido Paglia, militare italiano (Bologna, n. 1897 - Uork Amba, † 1936)
- Guido Pallotta, militare italiano (Forlì, n. 1901 - Battaglia di Nibeiwa, † 1940)
- Guido Petropoli, militare italiano (Parma, n. 1913 - Torquarié Agher, † 1938)
- Guido Poli, militare italiano (Mattarello, n. 1894 - Monte Ortigara, † 1917)
- Guido Presel, militare e aviatore italiano (Trieste, n. 1913 - Somorrostro, † 1937)
- Guido Rampini, militare e partigiano italiano (Pinerolo, n. 1898 - Bergamo, † 1945)
- Guido Romanelli, militare italiano (Siena, n. 1876 - San Vito al Torre, † 1973)
- Guido Signorelli, militare italiano (Savona, n. 1920 - Operazione Husky, † 1943)
- Guido Slataper, militare italiano (Trieste, n. 1897 - Bergamo, † 1974)
- Guido Taramelli, militare e aviatore italiano (Bergamo, n. 1895 - Venezia, † 1919)
- Gino Vesci, militare e aviatore italiano (Mantova, n. 1916 - Cieli del Mediterraneo, † 1940)
- Guido Vincon, militare e marinaio italiano (San Germano Chisone, n. 1914 - acque di Malta, † 1941)
- Guido da Zara, militare italiano (Padova, n. 1890 - Gacelesi, † 1943)

## Mineralogisti(1)
- Guido Carobbi, mineralogista italiano (Pistoia, n. 1900 - Firenze, † 1983)

## Multiplisti(1)
- Guido Kratschmer, ex multiplista tedesco (Großheubach, n. 1953)

## Musicisti(2)
- Guido Gambarini, musicista e compositore italiano (Chiuduno, n. 1907 - Bergamo, † 1978)
- Guido Toffoletti, musicista italiano (Venezia, n. 1951 - Cavarzere, † 1999)

## Musicologi(2)
- Guido Adler, musicologo e docente austriaco (Eibenschütz, n. 1855 - Vienna, † 1941)
- Guido Salvetti, musicologo e pianista italiano (Varese, n. 1940)

## Nobili(38)
- Guido II di Bagnolo, nobile italiano
- Guido II Gonzaga, nobile italiano (Novellara, n. 1340 - Novellara, † 1399)
- Guido Sforza Gonzaga, nobile e condottiero italiano (n. 1552 - † 1607)
- Guido I Gonzaga di Bagnolo, nobile e condottiero italiano (Novellara - † 1456)
- Guido Guerra I Guidi, nobile italiano († 1124)
- Guido II Guidi, nobile franco
- Guido IV Guidi, nobile e militare italiano († 1103)
- Guido I Guidi, nobile franco
- Guido III Guidi, nobile franco
- Guido Guerra II Guidi, nobile franco (Montevarchi, † 1157)
- Guido Novello Guidi, conte di Raggiolo, nobile italiano († 1320)
- Guido III di Biandrate, nobile italiano († 1167)
- Guido I di Spoleto, nobile franco († 860)
- Guido d'Ivrea, nobile franco (n. 940 - † 965)
- Guido di Toscana, nobile franco († 929)
- Guido I d'Alvernia, nobile († 989)
- Guido di Thouars, nobile francese (Chemillé, † 1213)
- Guido I di Ponthieu, nobile francese († 1100)
- Guido I di Blois-Châtillon, nobile († 1342)
- Guido II di Blois-Châtillon, nobile (Hainaut, † 1397)
- Guido II di Ponthieu, nobile francese (Efeso, † 1147)
- Guido I de la Roche, nobile francese (n. 1205 - † 1263)
- Guido di Nantes, nobile franco
- Guido I Lupi, nobile e politico italiano (Cremona - † 1213)
- Guido da Vallecchia, nobile italiano
- Guido III da Polenta, nobile italiano († 1389)
- Guido Mazenta, nobile e politico italiano (Milano - Venezia, † 1613)
- Guido Pasolini dall'Onda, nobile, imprenditore e politico italiano (Firenze, n. 1880 - Ravenna, † 1963)
- Guido II Sforza di Santa Fiora, nobile italiano
- Guido Galeotto Torelli, nobile italiano (Guastalla - Settimo)
- Guido Torelli, nobile e condottiero italiano (Mantova, n. 1379 - Milano, † 1449)
- Guido Visconti di Modrone, II duca di Grazzano Visconti, nobile e militare italiano (Milano, n. 1901 - El Alamein, † 1942)
- Guido Visconti di Modrone, nobile, politico e imprenditore italiano (Milano, n. 1838 - Milano, † 1902)
- Guido Carlo Visconti di Modrone, nobile, imprenditore e politico italiano (Milano, n. 1881 - Milano, † 1967)
- Guido I da Fogliano, nobile italiano (Reggio nell'Emilia - Reggio nell'Emilia, † 1230)
- Guido di Canossa, nobile e politico italiano
- Guido d'Ibelin, nobile cipriota (n. 1215 - † 1255)
- Guido I di Lusignano, nobile francese

## Numismatici(1)
- Guido Antonio Zanetti, numismatico italiano (Bazzano, n. 1741 - Bologna, † 1791)

## Nuotatori(1)
- Guido Giunta, nuotatore italiano

## Operai(1)
- Guido Rossa, operaio e sindacalista italiano (Cesiomaggiore, n. 1934 - Genova, † 1979)

## Organisti(1)
- Guido Donati, organista e compositore italiano (Mozzo, n. 1949)

## Paleontologi(1)
- Guido Sandberger, paleontologo, geologo e zoologo tedesco (Dillenburg, n. 1821 - Bonn, † 1879)

## Pallavolisti(2)
- Guido De Luigi, ex pallavolista italiano (Torino, n. 1963)
- Guido Görtzen, ex pallavolista olandese (Heerlen, n. 1970)

## Parolieri(3)
- Guido Maria Ferilli, paroliere, compositore e cantante italiano (Presicce, n. 1949)
- Guido Morra, paroliere italiano (Roma, n. 1956)
- Guido Quattrini, paroliere e compositore italiano (n. 1911)

## Partigiani(6)
- Guido Gualandi, partigiano italiano (Dozza, n. 1908 - Imola, † 1964)
- Guido Nozzoli, partigiano, giornalista e scrittore italiano (Rimini, n. 1918 - Rimini, † 2000)
- Guido Radi, partigiano italiano (Radicondoli, n. 1925 - Massa Marittima, † 1944)
- Guido Rattoppatore, partigiano italiano (Lione, n. 1913 - Roma, † 1944)
- Guido Sola Titetto, partigiano e politico italiano (Mezzana Mortigliengo, n. 1903 - Roma, † 1957)
- Guido Tilche, partigiano, militare e patriota italiano (Alessandria d'Egitto, n. 1921 - Gignese, † 1944)

## Patologi(3)
- Guido Banti, patologo italiano (Montebicchieri, n. 1852 - Firenze, † 1925)
- Guido Melli, patologo e immunologo italiano (Ferrara, n. 1900 - Milano, † 1985)
- Guido Silvestri, patologo, immunologo e virologo italiano (Perugia, n. 1962)

## Patrioti(1)
- Guido Sylva, patriota e scrittore italiano (Bergamo, n. 1844 - Bergamo, † 1928)

## Pattinatori di velocità su ghiaccio(3)
- Guido Caroli, pattinatore di velocità su ghiaccio italiano (Milano, n. 1927 - Milano, † 2021)
- Guido Citterio, pattinatore di velocità su ghiaccio italiano (Milano, n. 1931 - Milano, † 2025)
- Guido Gillarduzzi, pattinatore di velocità su ghiaccio italiano (Cortina d'Ampezzo, n. 1939 - San Candido, † 2016)

## Pedagogisti(1)
- Guido Bustico, pedagogista e storico italiano (Pavia, n. 1876 - Torino, † 1942)

## Pediatri(1)
- Guido Fanconi, pediatra svizzero (Poschiavo, n. 1892 - Poschiavo, † 1979)

## Personaggi televisivi(2)
- Guido Angeli, personaggio televisivo italiano (Pescia, n. 1931 - Firenze, † 2008)
- Guido Pancaldi, personaggio televisivo svizzero (Ascona, n. 1922 - Ascona, † 2011)

## Pianisti(3)
- Guido Agosti, pianista e compositore italiano (Forlì, n. 1901 - Milano, † 1989)
- Guido Maria Guida, pianista e direttore d'orchestra italiano (Torino, n. 1956)
- Guido Manusardi, pianista e compositore italiano (Chiavenna, n. 1935)

## Piloti automobilistici(5)
- Guido Bigio, pilota automobilistico e progettista italiano (Busalla, n. 1881 - Le Mesnil-Réaume, † 1913)
- Guido Falaschi, pilota automobilistico argentino (Las Parejas, n. 1989 - Balcarce, † 2011)
- Guido Meregalli, pilota automobilistico italiano (Romagnano Sesia, n. 1895 - Milano, † 1960)
- Guido Scagliarini, pilota automobilistico italiano (Finale Emilia, n. 1914 - Coriano, † 2017)
- Guido D'Ippolito, pilota automobilistico italiano (Nicastro, n. 1894 - Altamura, † 1933)

## Piloti di rally(1)
- Guido Guerrini, pilota di rally, copilota di rally e viaggiatore italiano (Arezzo, n. 1976)

## Piloti motociclistici(5)
- Guido Leoni, pilota motociclistico italiano (Castellucchio, n. 1915 - Ferrara, † 1951)
- Guido Mancini, pilota motociclistico italiano (Pesaro, n. 1938 - Pesaro, † 2024)
- Guido Mandracci, pilota motociclistico italiano (Sanremo, n. 1942 - Limone Piemonte, † 2000)
- Guido Paci, pilota motociclistico e bobbista italiano (Curetta di Servigliano, n. 1949 - Imola, † 1983)
- Guido Sala, pilota motociclistico italiano (Lissone, n. 1928 - † 1987)

## Piloti motonautici(1)
- Guido Cappellini, pilota motonautico italiano (Mariano Comense, n. 1959)

## Pistard(3)
- Guido Bernardi, pistard italiano (Pontenure, n. 1921 - Pontenure, † 2002)
- Guido Fulst, ex pistard tedesco (Wernigerode, n. 1970)
- Guido Messina, pistard e ciclista su strada italiano (Monreale, n. 1931 - Caselette, † 2020)

## Pittori(35)
- Guido Ubaldo Abbatini, pittore italiano (Città di Castello - Roma, † 1656)
- Guido Balsamo Stella, pittore e incisore italiano (Torino, n. 1882 - Asolo, † 1941)
- Guido Basso, pittore italiano (Genova, n. 1923 - Genova, † 1995)
- Guido Borgianni, pittore italiano (New York, n. 1915 - Firenze, † 2011)
- Guido Cadorin, pittore italiano (Venezia, n. 1892 - Venezia, † 1976)
- Guido Cagnacci, pittore italiano (Santarcangelo di Romagna, n. 1601 - Vienna, † 1663)
- Guido Carmignani, pittore italiano (Parma, n. 1838 - Parma, † 1909)
- Guido Carrer, pittore italiano (Venezia, n. 1902 - Venezia, † 1984)
- Guido Cinotti, pittore e decoratore italiano (Siena, n. 1870 - Milano, † 1932)
- Guido Colucci, pittore, incisore e ceramista italiano (Napoli, n. 1877 - Roma, † 1949)
- Guido Daniele, pittore italiano (Soverato, n. 1950)
- Guido Farina, pittore italiano (Verona, n. 1896 - Padova, † 1957)
- Guido Ferroni, pittore italiano (Siena, n. 1888 - Firenze, † 1979)
- Guido Enrico Fiorini, pittore, decoratore e restauratore italiano (Bologna, n. 1879 - Gignese, † 1960)
- Guido Fulignot, pittore italiano (Trieste, n. 1900 - Santa Barbara, † 1986)
- Guido Gonzato, pittore italiano (Colognola ai Colli, n. 1896 - Mendrisio, † 1955)
- Guido Grilli, pittore e illustratore italiano (Foggia, n. 1905 - Foggia, † 1967)
- Guido Guidi, pittore italiano (Livorno, n. 1901 - † 1998)
- Guido da Siena, pittore italiano
- Guido Caprotti, pittore italiano (Monza, n. 1887 - Valmaseda, † 1966)
- Guido di Graziano, pittore e miniatore italiano
- Guido Marussig, pittore, incisore e scultore italiano (Trieste, n. 1885 - Gorizia, † 1972)
- Guido Marzulli, pittore italiano (Bari, n. 1943)
- Guido Meineri, pittore italiano (Cuneo, n. 1869 - Montese, † 1944)
- Guido Montauti, pittore italiano (Pietracamela, n. 1918 - Teramo, † 1979)
- Guido Nincheri, pittore, decoratore e architetto italiano (Prato, n. 1885 - Providence, † 1973)
- Guido Pajetta, pittore italiano (Monza, n. 1898 - Milano, † 1987)
- Guido Palmerucci, pittore italiano (Gubbio, n. 1280)
- Guido Peruz, pittore e collezionista d'arte italiano (Verona, n. 1941)
- Guido Reni, pittore e incisore italiano (Bologna, n. 1575 - Bologna, † 1642)
- Guido Somaré, pittore, gallerista e illustratore italiano (Milano, n. 1923 - Milano, † 2003)
- Guido Spadolini, pittore italiano (Firenze, n. 1889 - Firenze, † 1944)
- Guido Tallone, pittore italiano (Bergamo, n. 1894 - Alpignano, † 1967)
- Guido Trentini, pittore italiano (Verona, n. 1889 - Verona, † 1975)
- Guido Zuccaro, pittore italiano (Udine, n. 1876 - Bassano del Grappa, † 1944)

## Poeti(13)
- Guido Casoni, poeta, latinista e giurista italiano (Serravalle, n. 1561 - Serravalle, † 1642)
- Guido Cavalcanti, poeta e filosofo italiano (Firenze - Firenze, † 1300)
- Guido Ceronetti, poeta e aforista italiano (Torino, n. 1927 - Cetona, † 2018)
- Guido Favati, poeta e critico letterario italiano (Livorno, n. 1920 - Pavia, † 1973)
- Guido Gozzano, poeta e scrittore italiano (Torino, n. 1883 - Torino, † 1916)
- Guido delle Colonne, poeta italiano (Reggio Calabria)
- Guido von List, poeta, giornalista e esoterista austriaco (Vienna, n. 1848 - Berlino, † 1919)
- Guido Mazzoni, poeta, saggista e critico letterario italiano (Firenze, n. 1967)
- Guido Oldani, poeta e scrittore italiano (Melegnano, n. 1947)
- Guido Orlandi, poeta e politico italiano (Firenze)
- Guido Novello da Polenta, poeta italiano († 1333)
- Guido da Verona, poeta e scrittore italiano (Saliceto Panaro, n. 1881 - Milano, † 1939)
- Guido Guinizelli, poeta e giudice italiano (Bologna, n. 1235 - Monselice, † 1276)

## Poliziotti(2)
- Guido Leto, poliziotto italiano (Palermo, n. 1895 - Roma, † 1956)
- Guido Lospinoso, poliziotto e diplomatico italiano (Bari, n. 1885 - Roma, † 1973)

## Presbiteri(4)
- Guido Bortolameotti, presbitero italiano (Vigolo Vattaro, n. 1904 - Trento, † 2002)
- Guido Gezelle, prete e poeta belga (Bruges, n. 1830 - Bruges, † 1899)
- Guido da Cortona, presbitero italiano (Cortona, n. 1187 - Cortona, † 1247)
- Guido Terreni, presbitero, filosofo e teologo francese (Perpignano, n. 1270 - Avignone, † 1342)

## Produttori cinematografici(1)
- Guido Giambartolomei, produttore cinematografico e dirigente sportivo italiano (Roma, n. 1921 - Roma, † 2013)

## Produttori discografici(1)
- Guido Elmi, produttore discografico, musicista e arrangiatore italiano (Bologna, n. 1948 - Bologna, † 2017)

## Psichiatri(1)
- Guido Burbatti, psichiatra e psicoterapeuta italiano (Ivrea, n. 1945)

## Psicologi(2)
- Guido Brunetti, psicologo e scrittore italiano (Fraine, n. 1937)
- Guido Petter, psicologo e scrittore italiano (Luino, n. 1927 - Dolo, † 2011)

## Pugili(5)
- Guido Ferracin, pugile italiano (Villamarzana, n. 1926 - Tagliacozzo, † 1973)
- Young Firpo, pugile statunitense (Barre, n. 1907 - † 1984)
- Guido Mazzinghi, pugile italiano (Pontedera, n. 1932 - † 1996)
- Guido Trane, ex pugile italiano (Brindisi, n. 1958)
- Guido Vianello, pugile italiano (Roma, n. 1994)

## Rapper(1)
- Il Tre, rapper e cantautore italiano (Roma, n. 1997)

## Registi(10)
- Guido Brignone, regista, sceneggiatore e attore italiano (Milano, n. 1886 - Roma, † 1959)
- Guido Chiesa, regista, sceneggiatore e critico musicale italiano (Torino, n. 1959)
- Guido Guerrasio, regista, sceneggiatore e montatore italiano (Milano, n. 1920 - Milano, † 2015)
- Guido Lombardi, regista cinematografico, sceneggiatore e romanziere italiano (Napoli, n. 1975)
- Guido Malatesta, regista cinematografico, sceneggiatore e giornalista italiano (Gallarate, n. 1919 - Roma, † 1970)
- Guido Pieters, regista olandese (Maastricht, n. 1948)
- Guido Sacerdote, regista televisivo, autore televisivo e produttore televisivo italiano (Alba, n. 1920 - Roma, † 1988)
- Guido Salvini, regista e scenografo italiano (Firenze, n. 1893 - Firenze, † 1965)
- Guido Tosi, regista e autore televisivo italiano (Busto Arsizio, n. 1944)
- Guido Zurli, regista italiano (Foiano della Chiana, n. 1929 - Roma, † 2009)

## Registi teatrali(1)
- Guido Mazzella, regista teatrale e drammaturgo italiano (Torre Annunziata, n. 1931)

## Religiosi(7)
- Guido della Gherardesca, religioso e santo italiano (Pisa, n. 1060 - Donoratico, † 1140)
- Guido Giannetti, religioso italiano (Fano)
- Guido Giustiniano, religioso, teologo e giurista italiano (Portici, n. 1941 - Napoli, † 1998)
- Guido Gonzaga, religioso italiano (Mantova, n. 1388 - † 1459)
- Guido di Montpellier, religioso francese (Montpellier, n. 1160 - Roma, † 1208)
- Guido II Torelli, religioso e condottiero italiano (Guastalla, † 1501)
- Guido de Grana, religioso e letterato francese

## Rugbisti a 15(2)
- Guido Petti Pagadizábal, rugbista a 15 argentino (Buenos Aires, n. 1994)
- Guido Rossi, ex rugbista a 15 italiano (Treviso, n. 1959)

## Saggisti(2)
- Guido Carandini, saggista, economista e politico italiano (Roma, n. 1929 - † 2019)
- Guido Viale, saggista e sociologo italiano (Tokyo, n. 1943)

## Santi(1)
- Guido di Anderlecht, santo belga (Anderlecht - Anderlecht, † 1012)

## Scacchisti(1)
- Guido Cappello, scacchista italiano (Pisa, n. 1933 - Milano, † 1996)

## Sceneggiatori(3)
- Guido Castaldo, sceneggiatore, paroliere e autore televisivo italiano
- Guido Iuculano, sceneggiatore italiano (Napoli, n. 1977)
- Guido Leoni, sceneggiatore, regista e direttore del doppiaggio italiano (Verona, n. 1920 - Roma, † 1998)

## Schermidori(2)
- Guido Balzarini, schermidore italiano (Arrone, n. 1874 - Roma, † 1935)
- Guido Benvenuti, schermidore e dirigente sportivo italiano (Padova, n. 1931 - Padova, † 2024)

## Scialpinisti(1)
- Guido Giacomelli, scialpinista italiano (Sondalo, n. 1980)

## Sciatori alpini(2)
- Guido Ghedina, sciatore alpino italiano (Cortina d'Ampezzo, n. 1931 - Cortina d'Ampezzo, † 1976)
- Guido Hinterseer, ex sciatore alpino austriaco (n. 1964)

## Scrittori(27)
- Guido Artom, scrittore e curatore editoriale italiano (Torino, n. 1906 - Milano, † 1982)
- Guido Bedarida, scrittore italiano (Ancona, n. 1900 - Livorno, † 1962)
- Guido Catalano, scrittore e poeta italiano (Torino, n. 1971)
- Guido Cavani, scrittore italiano (Modena, n. 1897 - Modena, † 1967)
- Guido Cervo, scrittore italiano (Bergamo, n. 1952)
- Guido Clericetti, scrittore, disegnatore e autore televisivo italiano (Milano, n. 1939)
- Guido Conti, scrittore italiano (Parma, n. 1965)
- Guido Corsini, scrittore italiano (Firenze, n. 1833 - Firenze, † 1878)
- Guido Fabiani, scrittore e giornalista italiano (Sequals, n. 1869 - Milano, † 1947)
- Guido Fava, scrittore italiano (Bologna)
- Guido Gerosa, scrittore, giornalista e politico italiano (Fiume, n. 1933 - Rozzano, † 1999)
- Guido del Giudice, scrittore italiano (Napoli, n. 1957)
- Guido Gualtieri, scrittore italiano (San Ginesio)
- Guido da Pisa, scrittore italiano (Pisa)
- Guido Lopez, scrittore e giornalista italiano (Milano, n. 1924 - Milano, † 2010)
- Guido Milanesi, scrittore e militare italiano (Roma, n. 1875 - Roma, † 1956)
- Guido Morselli, scrittore italiano (Bologna, n. 1912 - Varese, † 1973)
- Guido Nobili, scrittore italiano (Firenze, n. 1850 - Firenze, † 1916)
- Guido Piovene, scrittore e giornalista italiano (Vicenza, n. 1907 - Londra, † 1974)
- Guido Pusinich, scrittore e poeta italiano (Venezia, n. 1885 - Asolo, † 1969)
- Guido Quarzo, scrittore italiano (Torino, n. 1948)
- Guido Rocca, scrittore, drammaturgo e sceneggiatore italiano (Milano, n. 1928 - † 1961)
- Guido Sereni, scrittore e poeta italiano (Suzzara, n. 1925 - Luzzara, † 2010)
- Guido Sgardoli, scrittore italiano (San Donà di Piave, n. 1965)
- Guido Sorelli, scrittore e poeta italiano (Firenze, n. 1796 - Londra, † 1847)
- Guido Tortorella, scrittore e regista italiano (Milano, n. 1977)
- Guido Vernani, scrittore italiano (Rimini - † 1345)

## Scultori(8)
- Guido Bigarelli, scultore italiano (Arogno - † 1257)
- Guido Calori, scultore e ceramista italiano (Roma, n. 1885 - Roma, † 1960)
- Guido Di Fidio, scultore e incisore italiano (Trinitapoli, n. 1924 - Bergamo, † 2016)
- Guido Galletti, scultore italiano (Londra, n. 1893 - Genova, † 1977)
- Guido Mazzoni, scultore italiano (Modena, n. 1450 - Modena, † 1518)
- Guido Anton Muss, scultore italiano (Bressanone, n. 1941 - Bolzano, † 2003)
- Guido Sgaravatti, scultore, saggista e pittore italiano (Abano Terme, n. 1925 - Montegrotto Terme, † 2019)
- Guido Sotriffer, scultore e pittore italiano (Ortisei, n. 1936 - Ortisei, † 1998)

## Sindacalisti(3)
- Guido Nobel, sindacalista, politico e dirigente d'azienda svizzero (Uzwil, n. 1922 - Liestal, † 2002)
- Guido Tampieri, sindacalista e politico italiano (Massa Lombarda, n. 1948)
- Guido Vicentini, sindacalista e politico italiano (Bergamo, n. 1940)

## Sociologi(1)
- Guido Martinotti, sociologo italiano (Milano, n. 1938 - Parigi, † 2012)

## Sovrani(2)
- Guido II di Spoleto, re (Spoleto, n. 855 - Taro, † 894)
- Costantino IV d'Armenia, re francese (Cilicia, † 1344)

## Speleologi(1)
- Guido Lemmi, speleologo italiano (Perugia, n. 1933 - Perugia, † 2011)

## Storici(12)
- Guido Beltrame, storico e storico dell'arte italiano (Maserà di Padova, n. 1918 - Padova, † 2002)
- Guido Carocci, storico italiano (Firenze, n. 1851 - Firenze, † 1916)
- Guido Crainz, storico italiano (Udine, n. 1947)
- Guido Ferrari, storico e poeta italiano (Novara, n. 1717 - Monza, † 1791)
- Guido Formigoni, storico italiano (Como, n. 1958)
- Guido Stella, storico, poeta e medico italiano (Forlì, n. 1434 - Forlì, † 1492)
- Guido Pescosolido, storico italiano (Casalvieri, n. 1947)
- Guido Quazza, storico italiano (Genova, n. 1922 - Torino, † 1996)
- Guido Rumici, storico e saggista italiano (Gorizia, n. 1959)
- Guido Sommi Picenardi, storico e letterato italiano (Cremona, n. 1839 - Torre de' Picenardi, † 1914)
- Guido Valabrega, storico italiano (Torino, n. 1931 - Milano, † 2000)
- Guido Verucci, storico e scrittore italiano (Palermo, n. 1929 - Fiuggi, † 2015)

## Storici dell'architettura(1)
- Guido Beltramini, storico dell'architettura italiano (Schio, n. 1961)

## Storici della filosofia(1)
- Guido De Ruggiero, storico della filosofia, politologo e politico italiano (Napoli, n. 1888 - Roma, † 1948)

## Tennisti(2)
- Guido Andreozzi, tennista argentino (Buenos Aires, n. 1991)
- Guido Pella, ex tennista argentino (Bahía Blanca, n. 1990)

## Tenori(2)
- Guido Serpelloni, tenore italiano
- Guido Volpi, tenore italiano (Castelnuovo del Zappa, n. 1889 - Cremona, † 1944)

## Teologi(1)
- Guido de Brês, teologo belga (Mons, n. 1522 - Valenciennes, † 1567)

## Teorici della musica(1)
- Guido d'Arezzo, teorico della musica e monaco cristiano italiano (Ravenna)

## Tipografi(1)
- Guido Modiano, tipografo e critico d'arte italiano (n. 1899 - † 1943)

## Trombettisti(1)
- Guido Pistocchi, trombettista, cantante e arrangiatore italiano (Cesena, n. 1937 - Savignano sul Rubicone, † 2022)

## Velisti(1)
- Guido Giovanelli, velista italiano (Genova, n. 1901 - Genova, † 1975)

## Velocisti(1)
- Guido Brignone, velocista italiano (n. 1891)

## Vescovi(1)
- Guido, vescovo italiano (Firenze)

## Vescovi cattolici(19)
- Guido da Baisio II, vescovo cattolico italiano (Reggio Emilia)
- Guido da Baisio I, vescovo cattolico italiano (Reggio Emilia - Ferrara, † 1349)
- Guido Canale, vescovo cattolico italiano (Cumiana - Torino, † 1348)
- Guido Capello, vescovo cattolico italiano (Vicenza - Bologna, † 1332)
- Guido Maria Casullo, vescovo cattolico italiano (Monteleone di Puglia, n. 1909 - Fortaleza, † 2004)
- Nicola Cavanna, vescovo cattolico italiano (Masio, n. 1916 - Asti, † 1980)
- Guido Farnese, vescovo cattolico italiano († 1328)
- Guido Gallese, vescovo cattolico italiano (Genova, n. 1962)
- Guido Grimoldi, vescovo cattolico italiano (Cavallasca - Como, † 1125)
- Guido d'Acqui, vescovo cattolico e santo italiano (Melazzo - Acqui Terme, † 1070)
- Guido di Amiens, vescovo cattolico francese
- Guido Marini, vescovo cattolico italiano (Genova, n. 1965)
- Guido Maria Mazzocco, vescovo cattolico italiano (Agugliaro, n. 1883 - † 1968)
- Guido Memo, vescovo cattolico italiano (Verona, † 1438)
- Guido II Valperga, vescovo cattolico italiano (Asti, † 1327)
- Guido Tarlati, vescovo cattolico italiano (Arezzo - Arezzo, † 1327)
- Guido Zendron, vescovo cattolico italiano (Lisignago, n. 1954)
- Guido de Beziis d'Arezzo, vescovo cattolico italiano (Mantova, † 1386)
- Guido della Scala, vescovo cattolico italiano (Verona, † 1275)

## Violinisti(1)
- Guido Rimonda, violinista e direttore d'orchestra italiano (Saluzzo, n. 1969)

## Senza attività specificata(24)
- Guido I Aldobrandeschi, conte italiano (n. 1386 - † 1438)
- Guido Alfani, sismologo e religioso italiano (Firenze, n. 1876 - Firenze, † 1940)
- Guido Bastianini, papirologo italiano (Firenze, n. 1945)
- Guido Brignone, ex politico italiano (Cuneo, n. 1947)
- Guido Guidi II di Romena, italiano
- Guido d'Altavilla, cavaliere medievale normanno († 1108)
- Guido II de la Roche, duca (n. 1280 - † 1308)
- Guido IV di Spoleto, duca (Roma, † 897)
- Guido III di Spoleto, duca († 883)
- Guido II d'Alvernia, conte († 1222)
- Guido di Montfort-Bigorre, francese (Castelnaudary, † 1220)
- Guido I di Mâcon, conte (n. 982 - † 1004)
- Guido II di Mâcon, conte (n. 1040 - † 1109)
- Guido di Dampierre, conte (Compiègne, † 1305)
- Guido II di Namur, marchese (n. 1312 - † 1336)
- Guido di Sorrento, longobardo († 1073)
- Guido di Vermandois, conte
- Guido Mazzoni, italianista, patriota e politico italiano (Firenze, n. 1859 - Firenze, † 1943)
- Guido Pallavicini, marchese italiano (Bodonitsa, † 1237)
- Guido Quaroni, effettista e doppiatore italiano (Pavia, n. 1967)
- Guido II di Dampierre, francese († 1216)
- Guido di Lusignano, cavaliere medievale francese (Poitou - Nicosia, † 1194)
- Guido di Lusignano, cavaliere medievale francese (n. 1316 - † 1343)
- Guido di Lusignano, cavaliere medievale francese (n. 1275 - † 1304)